# Undead in NYC
Undead in NYC – pierwszy koncertowy album amerykańskiej grupy rockowej Gossip, został wydany 9 września 2003. 

## Lista utworów
1. "All This Waiting", 2:08
2. "Non Non Non", 3:20
3. "Don't (Make Waves)", 2:41
4. "Rules For Love", 2:17
5. "The Truth", 1:54
6. "Gone Tomorrow", 2:15
7. "Confessor", 2:54
8. "Arkansas Heat", 2:16
9. "Dangerr", 2:17
10. "Wanna Be Yr Dog" (feat. The Chromatics), 5:00

## Wykonawcy
- Beth Ditto - wokal, fortepian
- Brace Paine - gitara, bass
- Kathy Mendonça - perkusja